# Mint na bokura
Mint na bokura (jap. ミントな僕ら Minto na bokura) – shōjo-manga autorstwa Wataru Yoshizumi, publikowana na łamach magazynu „Ribon” od czerwca 1997 do lutego 2000. Całość zebrano w 6 tomach. 

## Fabuła
Historia opowiada o dwójce bliźniąt: Marii i Noeru. Noeru jest zazdrosny o swoją siostrę i zrobi wszystko, byle tylko się nie zakochała. Przenosi się do jej szkoły i kontroluje każdy krok siostry. Ponieważ sytuacja tego wymaga, przebiera się za dziewczynę. 

## Bohaterowie
- Noeru Minamino – brat bliźniak Marii. Jest nieco dziecinny. Uważa, że siostra powinna mieć czas tylko dla niego. Boi się, że gdy Maria się zakocha przeleje swoje uczucia na innego chłopaka całkiem o nim zapomni, dlatego obmyślił plan. Przebiera się za dziewczynę, by móc uczyć się w szkole z internatem, w której uczy się jego siostra. Prowadzi to do wielu komicznych sytuacji.

- Maria Minamino – siostra bliźniaczka Noeru. Zakochuje się w jednym z nauczycieli. Z czasem jednak zaczyna rozumieć, że tak naprawdę jej uczucia skierowane są do kogoś innego. Noeru denerwuje się widząc, że jego siostra przelewa swoje uczucia na innych chłopaków. Postanawia do tego nie dopuścić, ale wydaje się, że w końcu będzie zmuszony się poddać. Maria jest be wątpienia dojrzalsza od swojego brata, czasem jednak zachowuje się trochę naiwnie. Wiadomo przecież, że nauczyciel nie będzie mógł odwzajemnić jej uczuć.

## Publikacja serii
| Nr | Data wydania (język japoński) | ISBN (język japoński) |
| -- | ----------------------------- | --------------------- |
| 1  | 19 stycznia 1998              | ISBN 4-08-856058-2    |
| 2  | 19 września 1998              | ISBN 4-08-856099-X    |
| 3  | 20 lutego 1999                | ISBN 4-08-856125-2    |
| 4  | 20 lipca 1999                 | ISBN 4-08-856152-X    |
| 5  | 12 grudnia 1999               | ISBN 4-08-856179-1    |
| 6  | 19 kwietnia 2000              | ISBN 4-08-856199-6    |